# Gilbert Arthur à Beckett
Gilbert Arthur à Beckett (Hammersmith, 1837 – 15 de octubre de 1891) fue un escritor inglés.
Fue el mayor de los hijos del funcionario y humorista Gilbert Abbott à Beckett y la compositora Mary Anne à Beckett. Uno de sus hermanos fue Arthur William à Beckett. Graduado en Christ Church, Universidad de Oxford en 1860, ingresó en la Corte de Justicia de Londres, el Lincoln's Inn, pero su atención se dirigía hacia el teatro, produciendo Diamonds and Hearts en el Haymarket Theatre 
en 1867. A esta obra le siguieron varias comedias ligeras.
Las obras de Beckett incluyen números satíricos y de pantomima, el libreto de Savonarola (Hamburgo, 1884) y The Canterbury Pilgrims (Druy Lane, 1884) para la música escrita por C.V. Stanford. The Happy Land (Royal Court Theatre, 1873), una atrevida sátira política y burlesca de la obra de su primo lejano W. S. Gilbert, The Wicked World, fue escrita junto a este (que trabajó bajo el seudónimo F. L. Tomline). Con el compositor Alfred Cellier, Beckett escribió la opereta Two Foster Brothers (St George's Hall, 1877).
En los últimos años de su vida estuvo en la dirección de la revista Punch, y fue el inventor de una de las ideas de mayor éxito en las tiras cómicas de la misma: Dropping the Pilot.